# Kernenried
Kernenried ist eine politische Gemeinde im Verwaltungskreis Emmental des Schweizer Kantons Bern.

## Geographie
Kernenried liegt auf 506 m ü. M., 6 km westlich von Burgdorf und 15 km nordnordöstlich der Kantonshauptstadt Bern (Luftlinie). Das Bauerndorf erstreckt sich am südlichen Rand der Schwemmebene der Emme, in der Niederung der Urtenen, östlich der Hügel des Rapperswiler Plateaus, im Schweizer Mittelland.
Die Fläche des 3,3 km² grossen Gemeindegebiets umfasst einen Abschnitt des Berner Mittellandes. Das Gelände weist nur sehr geringe Reliefunterschiede auf. Die westliche Grenze verläuft entlang der kanalisierten Urtenen. Von hier erstreckt sich der Gemeindeboden ostwärts über die Talniederung und leicht höher liegende Schotterterrassen bis in das Waldgebiet von Oberholz und Birchiwald, in dem mit 525 m ü. M. der höchste Punkt von Kernenried erreicht wird. Im Südosten bilden die Hauptverkehrsstränge von Autobahn A1 und Neubaustrecke der Bahnlinie Bern–Olten (Bahn 2000) auf weite Strecken die Grenze. Von der Gemeindefläche entfielen 1997 11 % auf Siedlungen, 25 % auf Wald und Gehölze, 63 % auf Landwirtschaft, und etwas weniger als 1 % war unproduktives Land.
Kernenried besteht aus den Ortsteilen Oberdorf (506 m ü. M.) und Unterdorf (auch Chappeli genannt; 502 m ü. M.) und einigen Einzelhöfen. Nachbargemeinden von Kernenried sind Fraubrunnen, Lyssach, Hindelbank, Münchringen und Zauggenried.

## Bevölkerung
Mit 543 Einwohnern (Stand 31. Dezember 2023) gehört Kernenried zu den kleinen Gemeinden des Kantons Bern. Im Jahr 2000 waren von den Bewohnern 98,0 % deutschsprachig, 0,9 % sprachen Makedonisch und 0,2 % Französisch. Die Bevölkerungszahl von Kernenried belief sich 1850 auf 331 Einwohner, 1900 auf 349 Einwohner. Im Verlauf des 20. Jahrhunderts pendelte die Bevölkerungszahl stets im Bereich zwischen 300 und 340 Personen. Seit 1980 (307 Einwohner) wurde eine deutliche Bevölkerungszunahme verzeichnet.

## Politik
Die Stimmenanteile der Parteien anlässlich der Nationalratswahl 2023 betrugen: SVP 44,4 % (−0,6 %), Mitte 15,1 % (+1,9 %), SP 11,1 % (+2,2 %), FDP 8,7 % (+3,9 %), GPS 7,5 % (−3,4 %), glp 6,6 % (−5,0 %), EVP 1,8 % (+0,5 %).

## Wirtschaft
Kernenried war bis in die zweite Hälfte des 20. Jahrhunderts ein vorwiegend durch die Landwirtschaft geprägtes Dorf. Noch heute haben der Ackerbau, der Obstbau sowie die Viehzucht einen wichtigen Stellenwert in der Erwerbsstruktur der Bevölkerung. Weitere Arbeitsplätze sind im lokalen Kleingewerbe und im Dienstleistungssektor vorhanden, unter anderem in einem Betrieb des Gartenbaus und in einem Sattlergeschäft. In den letzten Jahrzehnten hat sich das Dorf zu einer Wohngemeinde entwickelt. Viele Erwerbstätige sind deshalb Wegpendler, die hauptsächlich in der Region Burgdorf und in der Agglomeration Bern arbeiten.

## Verkehr
Die Gemeinde liegt abseits der grösseren Durchgangsstrassen an einer Verbindungsstrasse von Burgdorf nach Fraubrunnen. Der nächste Anschluss an die Autobahn A1 (Bern–Zürich) befindet sich rund 3 km vom Ortskern entfernt. Durch eine Buslinie der Regionalverkehr Mittelland AG, welche die Strecke von Burgdorf nach Fraubrunnen bedient, ist Kernenried an das Netz des öffentlichen Verkehrs angebunden.

## Geschichte

Kernenried um 1940

Das Gemeindegebiet von Kernenried war schon sehr früh bewohnt, was durch den Fund von Grabhügeln aus der Hallstattzeit im Oberholz und eines römischen Münzdepots nachgewiesen werden konnte. Die erste urkundliche Erwähnung des Ortes erfolgte 1261 unter dem Namen Reide. Später erschienen die Bezeichnungen Kerrenriet (1318), Riede (1321), Kärrenriet (1329) und Kernenriet (1380). Der Ortsname geht auf das althochdeutsche Wort (h)riot (Schilfgras) zurück. Zur Unterscheidung von anderen Ortschaften mit demselben Namen wurde der Name des Rittergeschlechts Kerren hinzugefügt.
Seit dem Mittelalter war Kernenried Stammsitz der Herren von Kerren, deren Wasserburg sich im Mösli befand. Die Familie Kerren war ein Ministerialengeschlecht der Grafen von Kyburg. Ihre Burg wurde 1318 von den Bernern zerstört; heute sind keine Überreste mehr sichtbar. Die Herrschaft wechselte durch eine Heirat an die Berner Familie von Erlach, ab 1579 gehörte sie dem Oberen Spital in Bern. Als Kernenried 1406 unter die Oberhoheit der Berner gelangt war, wurde es dem Landgericht Zollikofen zugeteilt. Nach dem Zusammenbruch des Ancien Régime (1798) gehörte das Dorf während der Helvetik zum Distrikt Burgdorf und ab 1803 zum Oberamt Burgdorf, das mit der neuen Kantonsverfassung von 1831 den Status eines Amtsbezirks erhielt.
Bis zur Reformationszeit besass Kernenried eine Kapelle (deswegen auch die Bezeichnung Chappeli für das Unterdorf), seither gehört es zur Kirchgemeinde Kirchberg.